# Peinture décorative de Petrykivka
La peinture décorative de Petrykivka (en ukrainien : Петриківський розпис) est un style original de peinture décorative ukrainienne reconnu comme patrimoine culturel immatériel par l'UNESCO le 5 décembre 2013,.
Ce style pictural porte le nom de la ville ukrainienne de Petrykivka, située au nord-ouest de Dnipro, où les habitants décorent leurs objets domestiques, leurs habitations et leurs instruments de musique de peintures ornementales riches en symbolisme qui dénotent une observation attentive de la flore et de la faune locales. Dans la croyance populaire, ces peintures protégeaient de tous les maux.

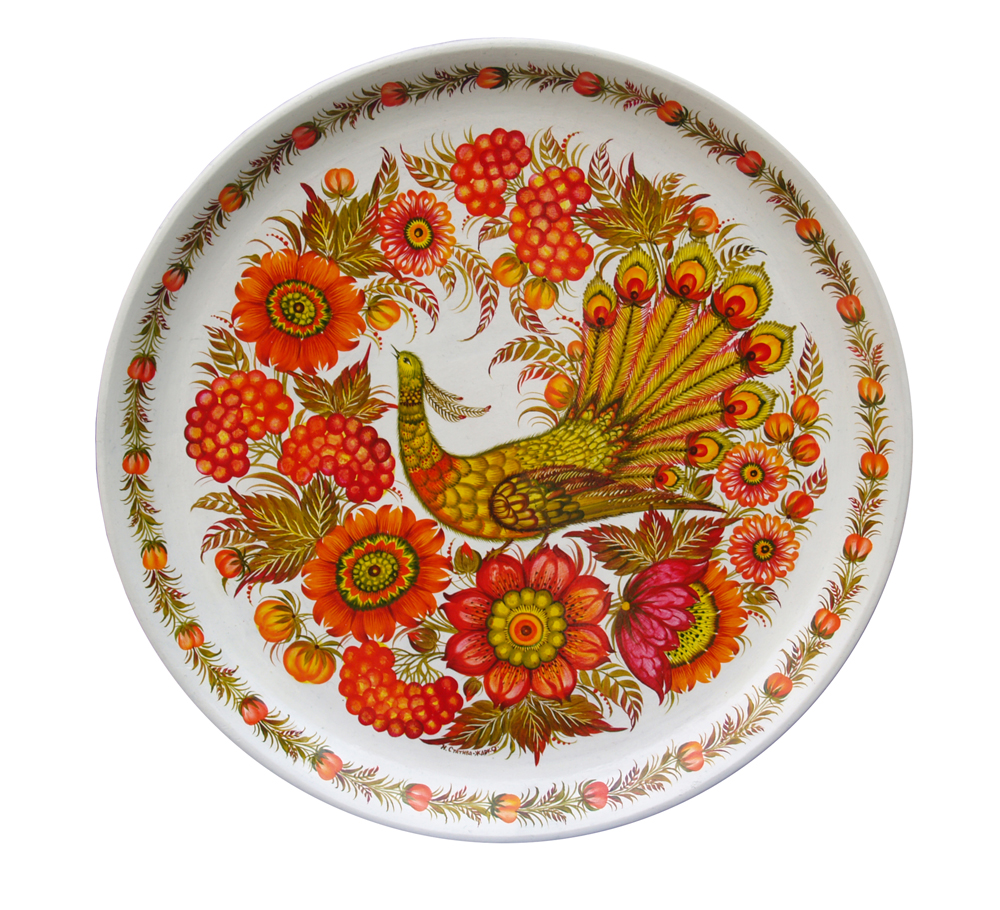
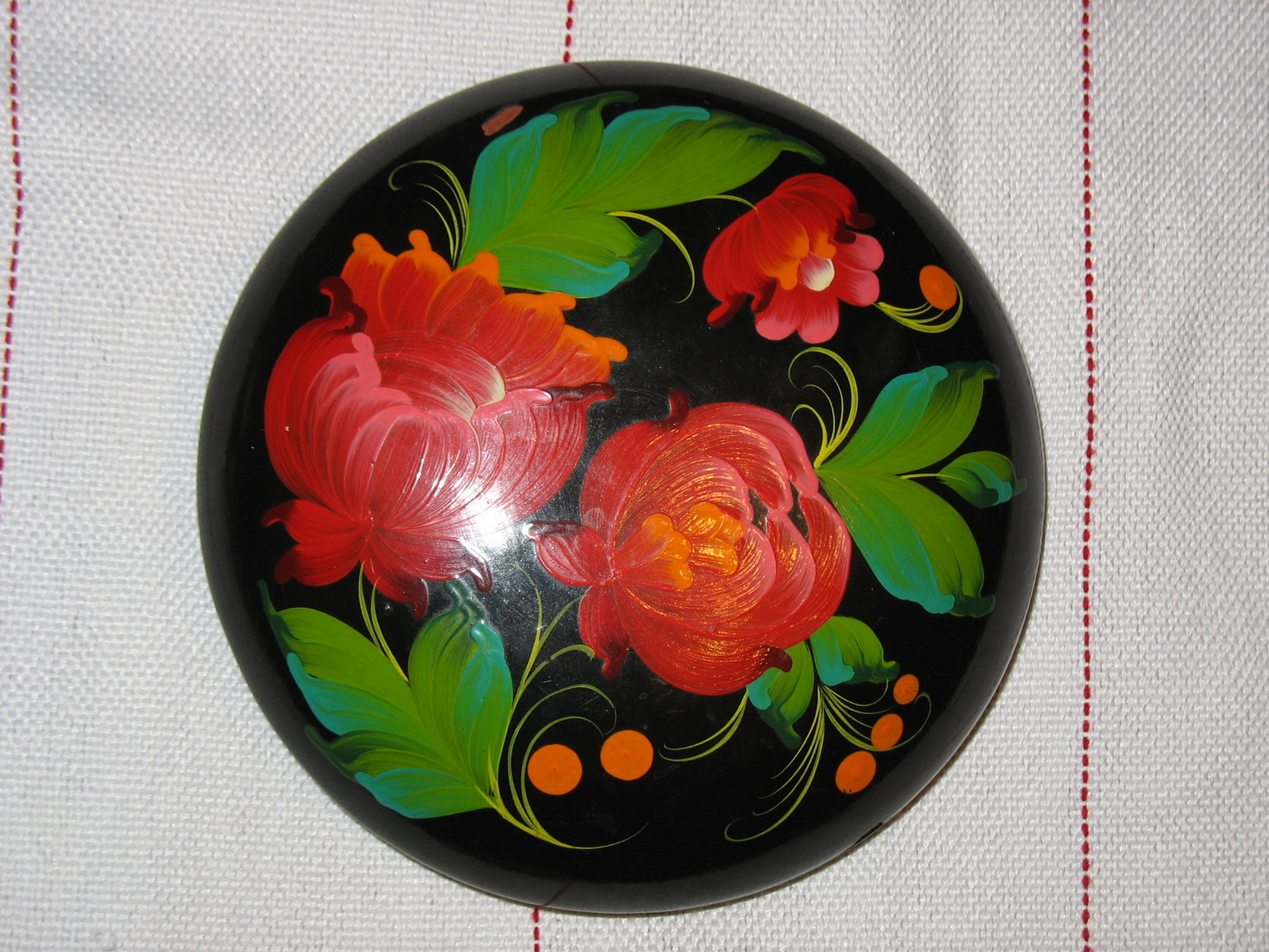
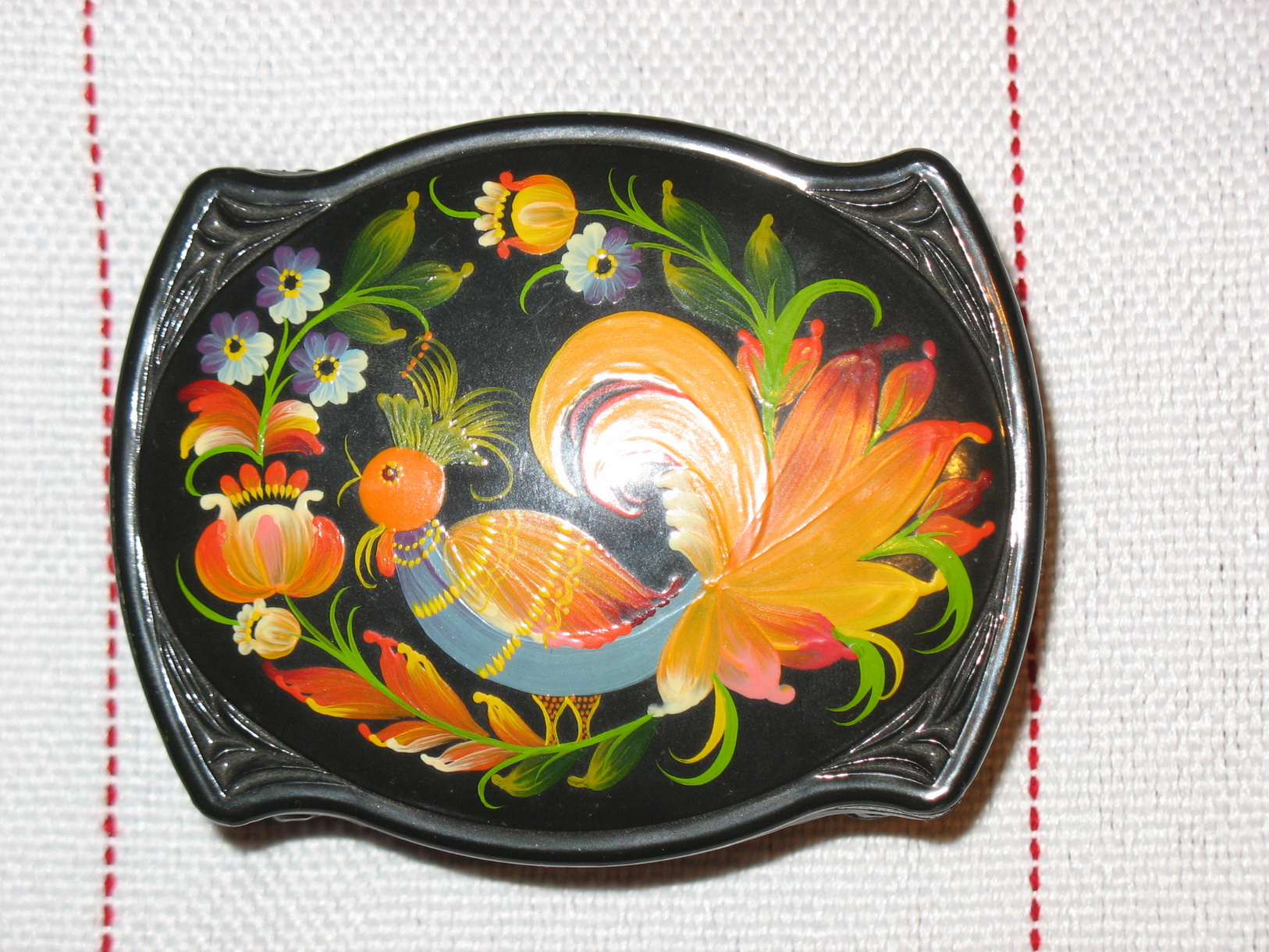

## Caractéristiques
La peinture de Petrykivka est caractérisée par ses motifs végétaux et floraux, ainsi que par la création de nouvelles formes de fleurs, basées sur l'observation minutieuse de la flore locale.
Le Kalyna — le bouquet ou la grappe de baies rouges — est probablement le motif le plus connu de cet art populaire. Les baies sont peintes ou tamponnées avec le doigt, mais les pinceaux normalement utilisés en peinture sont généralement inadaptés à la peinture Petrykivka car ils ne sont pas assez fins. Les pinceaux employés pour ce type de motif — les kochatchka — sont pour la plupart fabriqués par les peintres eux-mêmes, qui utilisent les poils qui poussent entre les pattes des chats. C'est la seule façon d'appliquer ces motifs délicats aux plus petits objets, comme par exemple les perles en bois pour les bijoux féminins.

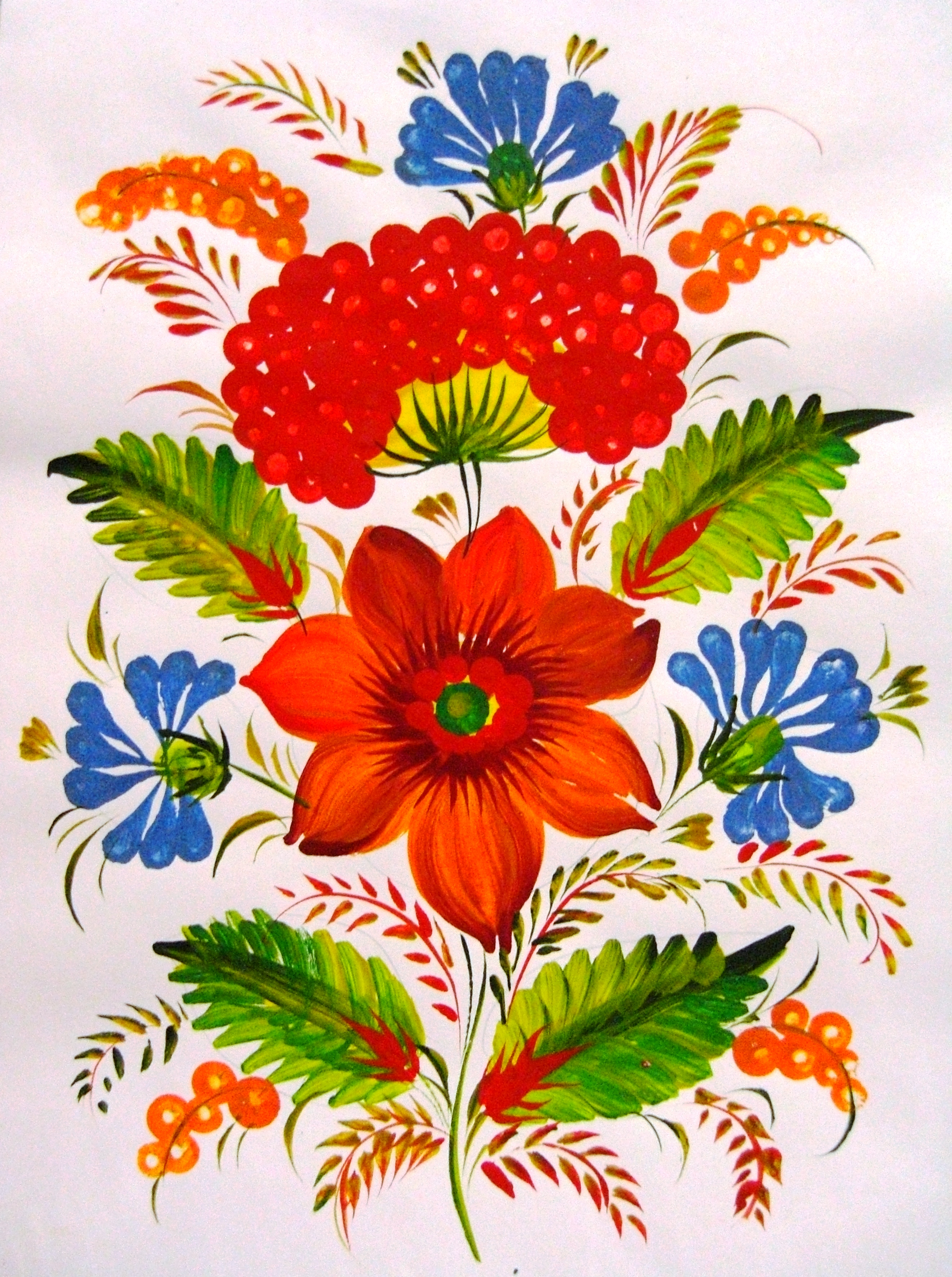
Le Kalyna, peint au-dessus de la fleur.
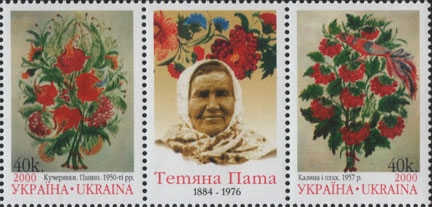
Exemples dans l'oeuvre de Tetiana Pata.

En 1935 et 1936 ont eu lieu à Kiev, Leningrad et Moscou, des expositions au cours desquelles les œuvres de Tetiana Pata, Nadia Bilokin, Yarina Pylypenko, Anna Isayeva, Vassyl Vovka et Anna Pavlenko furent exhibées. Certaines de ces artistes reçurent ensuite le titre honorifique de « maître de l'art populaire ». Parmi les artistes actuels on peut citer : Halyna Nazarenko, Valentina Khomenko, Viktoria Timochenko et Omenka Petrivna.